# Venezuela en la Copa América 2021
La selección de Venezuela fue uno de los 10 equipos participantes en la Copa América 2021, torneo continental que se llevó a cabo del 13 de junio al 10 de julio de 2021 en Brasil. Fue la decimonovena participación de Venezuela.
Venezuela estuvo en la zona norte —Grupo B— de acuerdo a las políticas de esta edición, junto a Brasil, Colombia, Ecuador y Perú.
El 20 de mayo de 2021 la Conmebol informó que Colombia no estaba en condiciones de recibir el torneo debido a la complicada situación sanitaria y social en el país. El 31 de mayo de 2021 se anunció a Brasil como sede de torneo, siendo así de manera consecutiva el anfitrión de los partidos.

## Preparación
La última participación de la selección venezolana en la Copa América fue en la XLVII edición del certamen, celebrada en 2019. En dicha oportunidad, el combinado nacional fue asignado al grupo A, junto con sus similares de Perú —con el que igualó sin goles—, Brasil —también con igualdad a cero—, y Bolivia —a la cual venció 3 goles a 1—. Estos resultados le merecieron la clasificación a cuartos de final como segundo mejor del grupo. En la siguiente fase fue eliminada por Argentina con 2 goles por 0, quedando de séptima en la tabla general.
Pasada la contienda sudamericana, «La Vinotinto» disputó cuatro partidos amistosos en los meses restantes de ese año, consiguiendo un buen saldo de tres victorias y un empate. En marzo de 2020 tenía pautados sus dos primeros compromisos en el marco de la campaña clasificatoria de la Conmebol para la Copa Mundial de Fútbol de 2022, primero visitando a Colombia en Barranquilla y luego recibiendo a Paraguay en Mérida. Sin embargo, el repentino brote de la pandemia de COVID-19 hizo estragos en el mundo del deporte, causando la postergación indefinida de dichos partidos. La siguiente edición de la Copa América, que al principio iba a desarrollarse en Argentina y Colombia en junio de ese año, fue igualmente postergada para el 2021.

### Partidos previos
| 9 de octubre de 2020, 18:30 (UTC-5) | Colombia                       | 3:0 (3:0) | Venezuela | Metropolitano, Barranquilla                                                |                                                                            |
|                                     | Zapata 16' · Muriel 26', 45+3' | Reporte   |           | Asistencia: 0 espectadores Árbitro(s): Guillermo Guerrero VAR: Carlos Orbe | Asistencia: 0 espectadores Árbitro(s): Guillermo Guerrero VAR: Carlos Orbe |

| 13 de octubre de 2020, 18:00 (UTC-4) | Venezuela | 0:1 (0:0) | Paraguay    | Metropolitano, Mérida                                                  |                                                                        |
|                                      |           | Reporte   | Giménez 85' | Asistencia: 0 espectadores Árbitro(s): Andrés Rojas VAR: Nicolás Gallo | Asistencia: 0 espectadores Árbitro(s): Andrés Rojas VAR: Nicolás Gallo |

| 13 de noviembre de 2020, 21:30 (UTC-3) | Brasil      | 1:0 (0:0) | Venezuela | Morumbi, São Paulo                                                   |                                                                      |
|                                        | Firmino 67' | Reporte   |           | Asistencia: 0 espectadores Árbitro(s): Juan Benítez VAR: Eber Aquino | Asistencia: 0 espectadores Árbitro(s): Juan Benítez VAR: Eber Aquino |

| 17 de noviembre de 2020, 17:00 (UTC-4)                           | Venezuela            | 2:1 (1:1) | Chile     | Olímpico de la UCV, Caracas                                                 |                                                                             |
|                                                                  | Mago 9' · Rondón 81' |           | Vidal 15' | Asistencia: 0 espectadores Árbitro(s): Patricio Loustau VAR: Mauro Vigliano | Asistencia: 0 espectadores Árbitro(s): Patricio Loustau VAR: Mauro Vigliano |
| Primera victoria de Venezuela sobre Chile en condición de local. |                      |           |           |                                                                             |                                                                             |

| 3 de junio de 2021, 16:00 (UTC-4) | Bolivia                        | 3:1 (1:1) | Venezuela      | Hernando Siles, La Paz                                             |                                                                    |
|                                   | Martins 5', 83' · Bejarano 60' | Reporte   | Chancellor 26' | Asistencia: 0 espectadores Árbitro(s): Jhon Ospina VAR: Diego Haro | Asistencia: 0 espectadores Árbitro(s): Jhon Ospina VAR: Diego Haro |

| 8 de junio de 2021, 18:30 (UTC-4) | Venezuela | 0:0     | Uruguay | Olímpico de la UCV, Caracas                                                   |                                                                               |
|                                   |           | Reporte |         | Asistencia: 0 espectadores · Árbitro(s): Anderson Daronco · VAR: Rafael Traci | Asistencia: 0 espectadores · Árbitro(s): Anderson Daronco · VAR: Rafael Traci |

## Plantel
Coincidiendo con el resto de las selecciones sudamericanas, el día 10 de junio se publicó la convocatoria oficial de 28 jugadores para integrar la nómina venezolana para la Copa. El 12 de junio, al día siguiente de haber llegado la delegación venezolana a Brasil y un día antes del debut ante el equipo local, medios de comunicación nacionales e internacionales informaron extraoficialmente que las pruebas PCR de aproximadamente 12 miembros de la comitiva habrían dado positivo. Trascendió también que un equipo alternativo delineado por el director técnico José Peseiro se congregó de emergencia en el Lidotel de Caracas para trasladarse a Maiquetía y tomar de inmediato un vuelo a Brasilia. La FVF confirmó en un comunicado que 8 de los 28 jugadores y tres miembros del cuerpo técnico estaban contagiados con COVID-19.
| N.º. | Jugador               | Pos.          | Edad    | PJ  | Goles | Club                 |
| ---- | --------------------- | ------------- | ------- | --- | ----- | -------------------- |
|      | Wuilker Faríñez       | Portero       | 27 años | 27  | 0     | Lens                 |
|      | Joel Graterol         | Portero       | 27 años | 3   | 0     | América de Cali      |
|      | Rafael Romo           | Portero       | 35 años | 11  | 0     | Oud-Heverlee Leuven  |
|      | Luis Mago             | Defensa       | 30 años | 14  | 2     | Universidad de Chile |
|      | Roberto Rosales       | Defensa       | 36 años | 84  | 1     | Leganés              |
|      | Ronald Hernández      | Defensa       | 27 años | 6   | 0     | Atlanta United       |
|      | Alexander González    | Defensa       | 32 años | 52  | 1     | Málaga               |
|      | Jhon Chancellor       | Defensa       | 33 años | 20  | 1     | Brescia              |
|      | Nahuel Ferraresi      | Defensa       | 26 años | 4   | 0     | Moreirense           |
|      | Adrián Martínez       | Defensa       | 31 años | 2   | 0     | Deportivo La Guaira  |
|      | Mikel Villanueva      | Defensa       | 32 años | 27  | 2     | Santa Clara          |
|      | Yohan Cumana          | Defensa       | 29 años | 2   | 0     | Deportivo La Guaira  |
|      | Tomás Rincón          | Mediocampista | 37 años | 106 | 1     | Torino               |
|      | Yangel Herrera        | Mediocampista | 27 años | 22  | 2     | Granada              |
|      | Júnior Moreno         | Mediocampista | 31 años | 26  | 1     | D.C. United          |
|      | Cristian Cásseres Jr  | Mediocampista | 25 años | 4   | 0     | New York Red Bulls   |
|      | Edson Castillo        | Mediocampista | 31 años | 2   | 0     | Caracas              |
|      | Bernaldo Manzano      | Mediocampista | 34 años | 5   | 0     | Deportivo Lara       |
|      | José Martínez         | Mediocampista | 30 años | 3   | 0     | Philadelphia Union   |
|      | Rómulo Otero          | Mediocampista | 32 años | 40  | 7     | Corinthians          |
|      | Jefferson Savarino    | Mediocampista | 28 años | 18  | 1     | Atlético Mineiro     |
|      | Richard Celis         | Mediocampista | 29 años | 2   | 0     | Caracas              |
|      | Jhon Murillo          | Mediocampista | 29 años | 31  | 3     | Tondela              |
|      | Yeferson Soteldo      | Mediocampista | 27 años | 18  | 1     | Toronto              |
|      | Josef Martínez        | Delantero     | 32 años | 53  | 11    | Atlanta United       |
|      | Fernando Aristeguieta | Delantero     | 33 años | 22  | 1     | Mazatlán             |
|      | Sergio Córdova        | Delantero     | 27 años | 11  | 0     | Augsburgo            |
|      | Jhonder Cádiz         | Delantero     | 30 años | 4   | 0     | Nashville            |
|      | José Peseiro          | Entrenador    | 65 años | 4   | 2     |                      |

| Leyenda                | Leyenda                                                                    |
| ---------------------- | -------------------------------------------------------------------------- |
|                        | Capitán de la selección (capitán o subcapitán en caso de ausencia).        |
|                        | Jugador contagiado con COVID-19.                                           |
| Recuperado de COVID-19 | Jugador previamente contagiado con COVID-19 y recuperado de la enfermedad. |
|                        | Jugador lesionado.                                                         |

Los 16 jugadores que constituyeron la llamada «Vinotinto de emergencia» fueron los siguientes:
| N.º. | Jugador             | Pos.          | Edad    | PJ | Goles | Club                  |
| ---- | ------------------- | ------------- | ------- | -- | ----- | --------------------- |
|      | Yhonatann Yustiz    | Portero       | 33 años | 0  | 0     | Aragua                |
|      | Giancarlo Schiavone | Portero       | 31 años | 0  | 0     | Metropolitanos        |
|      | Luis Romero         | Portero       | 34 años | 0  | 0     | Portuguesa            |
|      | Eduardo Fereira     | Defensa       | 24 años | 0  | 0     | Caracas               |
|      | Diego Osío          | Defensa       | 28 años | 0  | 0     | Caracas               |
|      | Francisco La Mantía | Defensa       | 32 años | 2  | 0     | Deportivo La Guaira   |
|      | Leonardo Flores     | Mediocampista | 29 años | 0  | 0     | Caracas               |
|      | Cristhian Rivas     | Mediocampista | 28 años | 0  | 0     | Estudiantes de Mérida |
|      | Christian Larotonda | Mediocampista | 27 años | 0  | 0     | Metropolitanos        |
|      | Abraham Bahachille  | Mediocampista | 24 años | 0  | 0     | Metropolitanos        |
|      | Richard Figueroa    | Mediocampista | 28 años | 0  | 0     | Zamora                |
|      | Robinson Flores     | Mediocampista | 27 años | 0  | 0     | Metropolitanos        |
|      | Jan Hurtado         | Delantero     | 25 años | 4  | 0     | Red Bull Bragantino   |
|      | Eric Ramírez        | Delantero     | 26 años | 1  | 0     | DAC Dunajská Streda   |
|      | Daniel Pérez        | Delantero     | 23 años | 0  | 0     | Brujas                |

Previo al compromiso ante Colombia, se anunció la incorporación de José Manuel Velásquez, del Arouca de Portugal.
El 22 de junio se informó que siete jugadores habían superado la enfermedad y que se reincorporaban a los entrenamientos de la selección.

## Participación

### Partidos
| Fecha       | Lugar          | Instancia      |           |                      | Resultado |                      |           |
| ----------- | -------------- | -------------- | --------- | -------------------- | --------- | -------------------- | --------- |
| 13 de junio | Brasilia       | Fase de grupos | Brasil    | Bandera de Brasil    | 3:0 (1:0) | Bandera de Venezuela | Venezuela |
| 17 de junio | Goiânia        | Fase de grupos | Colombia  | Bandera de Colombia  | 0:0       | Bandera de Venezuela | Venezuela |
| 20 de junio | Río de Janeiro | Fase de grupos | Venezuela | Bandera de Venezuela | 2:2 (0:1) | Bandera de Ecuador   | Ecuador   |
| 27 de junio | Brasilia       | Fase de grupos | Venezuela | Bandera de Venezuela | 0:1 (0:0) | Bandera de Perú      | Perú      |

### Primera fase - Grupo B

#### Posiciones
| Selección | Pts | PJ | PG | PE | PP | GF | GC | Dif |
| --------- | --- | -- | -- | -- | -- | -- | -- | --- |
| Brasil    | 10  | 4  | 3  | 1  | 0  | 10 | 2  | +8  |
| Perú      | 7   | 4  | 2  | 1  | 1  | 5  | 7  | –2  |
| Colombia  | 4   | 4  | 1  | 1  | 2  | 3  | 4  | –1  |
| Ecuador   | 3   | 4  | 0  | 3  | 1  | 5  | 6  | –1  |
| Venezuela | 2   | 4  | 0  | 2  | 2  | 2  | 6  | –4  |

#### Brasil vs. Venezuela
| Jornada 1; 13 de junio | Brasil                                                   | 3:0 (1:0) | Venezuela | Estadio Mané Garrincha, Brasilia                                              |                                                                               |
| 18:00 (UTC-3)          | Marquinhos 23' · Neymar 64' (pen.) · Gabriel Barbosa 89' | Reporte   |           | Asistencia: Sin espectadores Árbitro(s): Esteban Ostojich VAR: Julio Bascuñán | Asistencia: Sin espectadores Árbitro(s): Esteban Ostojich VAR: Julio Bascuñán |

| 1          | Guardameta     | Alisson       |     |
| 2          | Defensa        | Danilo        |     |
| 14         | Defensa        | Éder Militão  |     |
| 4          | Defensa        | Marquinhos    |     |
| 16         | Defensa        | Renan Lodi    | 46' |
| 5          | Centrocampista | Casemiro      |     |
| 8          | Centrocampista | Fred          | 85' |
| 17         | Centrocampista | Lucas Paquetá | 46' |
| 7          | Delantero      | Richarlison   | 65' |
| 10         | Delantero      | Neymar        |     |
| 9          | Delantero      | Gabriel Jesus | 85' |
| Entrenador | Entrenador     | Tite          |     |

| 12         | Guardameta     | Joel Graterol         |       |
| 14         | Defensa        | Luis Mago             |       |
| 28         | Defensa        | Adrián Martínez       |       |
| 27         | Defensa        | Yohan Cumana          |       |
| 21         | Defensa        | Alexander González    | 90+2' |
| 24         | Centrocampista | Bernaldo Manzano      | 77'   |
| 13         | Centrocampista | José Martínez         |       |
| 5          | Centrocampista | Júnior Moreno         |       |
| 8          | Centrocampista | Francisco La Mantía   |       |
| 23         | Centrocampista | Cristian Cásseres     | 84'   |
| 9          | Delantero      | Fernando Aristeguieta | 77'   |
| Entrenador | Entrenador     | José Peseiro          |       |

| 6  | Defensa        | Alex Sandro     | 46' |
| 11 | Centrocampista | Éverton Ribeiro | 46' |
| 21 | Delantero      | Gabriel Barbosa | 65' |
| 18 | Delantero      | Vinícius Júnior | 85' |
| 15 | Centrocampista | Fabinho         | 85' |

| 11 | Delantero      | Sergio Córdova   | 77'   |
| 25 | Centrocampista | Richard Celis    | 77'   |
| 26 | Centrocampista | Edson Castillo   | 84'   |
| 20 | Delantero      | Ronald Hernández | 90+2' |

| Anotado         | 23' | Marquinhos      | 1−0 |
| Anotado · Penal | 64' | Neymar          | 2−0 |
| Anotado         | 89' | Gabriel Barbosa | 3−0 |

| Amonestado | 38' | Renan Lodi      |
| Amonestado | 66' | Gabriel Barbosa |

| Amonestado | 69' | Bernaldo Manzano |
| Amonestado | 80' | Luis Mago        |

| Árbitro             | Esteban Ostojich |
| Árbitros asistentes | Carlos Barreiro  |
| Árbitros asistentes | Martín Soppi     |
| Cuarto árbitro      | Gery Vargas      |
| VAR                 | Julio Bascuñán   |
| Adicional VAR       | Cristián Garay   |
| Asesor de árbitros  | Enrique Cáceres  |

| 1          | Guardameta     | Alisson       |     |
| 2          | Defensa        | Danilo        |     |
| 14         | Defensa        | Éder Militão  |     |
| 4          | Defensa        | Marquinhos    |     |
| 16         | Defensa        | Renan Lodi    | 46' |
| 5          | Centrocampista | Casemiro      |     |
| 8          | Centrocampista | Fred          | 85' |
| 17         | Centrocampista | Lucas Paquetá | 46' |
| 7          | Delantero      | Richarlison   | 65' |
| 10         | Delantero      | Neymar        |     |
| 9          | Delantero      | Gabriel Jesus | 85' |
| Entrenador | Entrenador     | Tite          |     |

| 12         | Guardameta     | Joel Graterol         |       |
| 14         | Defensa        | Luis Mago             |       |
| 28         | Defensa        | Adrián Martínez       |       |
| 27         | Defensa        | Yohan Cumana          |       |
| 21         | Defensa        | Alexander González    | 90+2' |
| 24         | Centrocampista | Bernaldo Manzano      | 77'   |
| 13         | Centrocampista | José Martínez         |       |
| 5          | Centrocampista | Júnior Moreno         |       |
| 8          | Centrocampista | Francisco La Mantía   |       |
| 23         | Centrocampista | Cristian Cásseres     | 84'   |
| 9          | Delantero      | Fernando Aristeguieta | 77'   |
| Entrenador | Entrenador     | José Peseiro          |       |

| 6  | Defensa        | Alex Sandro     | 46' |
| 11 | Centrocampista | Éverton Ribeiro | 46' |
| 21 | Delantero      | Gabriel Barbosa | 65' |
| 18 | Delantero      | Vinícius Júnior | 85' |
| 15 | Centrocampista | Fabinho         | 85' |

| 11 | Delantero      | Sergio Córdova   | 77'   |
| 25 | Centrocampista | Richard Celis    | 77'   |
| 26 | Centrocampista | Edson Castillo   | 84'   |
| 20 | Delantero      | Ronald Hernández | 90+2' |

| Anotado         | 23' | Marquinhos      | 1−0 |
| Anotado · Penal | 64' | Neymar          | 2−0 |
| Anotado         | 89' | Gabriel Barbosa | 3−0 |

| Amonestado | 38' | Renan Lodi      |
| Amonestado | 66' | Gabriel Barbosa |

| Amonestado | 69' | Bernaldo Manzano |
| Amonestado | 80' | Luis Mago        |

| Árbitro             | Esteban Ostojich |
| Árbitros asistentes | Carlos Barreiro  |
| Árbitros asistentes | Martín Soppi     |
| Cuarto árbitro      | Gery Vargas      |
| VAR                 | Julio Bascuñán   |
| Adicional VAR       | Cristián Garay   |
| Asesor de árbitros  | Enrique Cáceres  |

#### Colombia vs. Venezuela
| Jornada 2; 17 de junio | Colombia | 0:0     | Venezuela | Estadio Olímpico, Goiânia                                              |                                                                        |
| 18:00 (UTC-3)          |          | Reporte |           | Asistencia: Sin espectadores Árbitro(s): Eber Aquino VAR: Derlis López | Asistencia: Sin espectadores Árbitro(s): Eber Aquino VAR: Derlis López |

| 1          | Guardameta     | David Ospina     |     |
| 16         | Defensa        | Daniel Muñoz     |     |
| 13         | Defensa        | Yerry Mina       |     |
| 23         | Defensa        | Davinson Sánchez |     |
| 6          | Defensa        | William Tesillo  |     |
| 11         | Centrocampista | Juan Cuadrado    |     |
| 5          | Centrocampista | Wilmar Barrios   |     |
| 15         | Centrocampista | Mateus Uribe     |     |
| 10         | Centrocampista | Edwin Cardona    | 62' |
| 9          | Delantero      | Luis Muriel      | 62' |
| 7          | Delantero      | Duván Zapata     | 73' |
| Entrenador | Entrenador     | Reinaldo Rueda   |     |

| 1          | Guardameta     | Wuilker Faríñez       |     |
| 21         | Defensa        | Alexander González    | 89' |
| 8          | Defensa        | Francisco La Mantía   |     |
| 28         | Defensa        | Adrián Martínez       |     |
| 14         | Defensa        | Luis Mago             |     |
| 27         | Defensa        | Yohan Cumana          |     |
| 13         | Centrocampista | José Martínez         |     |
| 5          | Centrocampista | Júnior Moreno         |     |
| 24         | Centrocampista | Bernaldo Manzano      | 59' |
| 23         | Centrocampista | Cristian Cásseres     | 89' |
| 9          | Delantero      | Fernando Aristeguieta | 83' |
| Entrenador | Entrenador     | José Peseiro          |     |

| 14 | Delantero      | Luis Díaz       | 62' |
| 27 | Centrocampista | Jaminton Campaz | 62' |
| 19 | Delantero      | Miguel Borja    | 73' |

| 6  | Centrocampista | Yangel Herrera   | 59' |
| 11 | Delantero      | Sergio Córdova   | 83' |
| 20 | Defensa        | Ronald Hernández | 89' |
| 26 | Centrocampista | Edson Castillo   | 89' |

| Amonestado | 77' | Juan Cuadrado |
| Amonestado | 82' | Mateus Uribe  |

| Amonestado | 51' | Fernando Aristeguieta |
| Amonestado | 55' | Francisco La Mantía   |
| Amonestado | 77' | Yangel Herrera        |
| Amonestado | 81' | José Martínez         |
| Amonestado | 86' | Yohan Cumana          |

| Expulsado | 90+4' | Luis Díaz |

| Árbitro             | Eber Aquino        |
| Árbitros asistentes | Eduardo Cardozo    |
| Árbitros asistentes | Milcíades Saldívar |
| Cuarto árbitro      | Daniel Fedorczuk   |
| VAR                 | Derlis López       |
| Adicional VAR       | Juan Benítez       |
| Asesor de árbitros  | Amelio Andino      |

| 1          | Guardameta     | David Ospina     |     |
| 16         | Defensa        | Daniel Muñoz     |     |
| 13         | Defensa        | Yerry Mina       |     |
| 23         | Defensa        | Davinson Sánchez |     |
| 6          | Defensa        | William Tesillo  |     |
| 11         | Centrocampista | Juan Cuadrado    |     |
| 5          | Centrocampista | Wilmar Barrios   |     |
| 15         | Centrocampista | Mateus Uribe     |     |
| 10         | Centrocampista | Edwin Cardona    | 62' |
| 9          | Delantero      | Luis Muriel      | 62' |
| 7          | Delantero      | Duván Zapata     | 73' |
| Entrenador | Entrenador     | Reinaldo Rueda   |     |

| 1          | Guardameta     | Wuilker Faríñez       |     |
| 21         | Defensa        | Alexander González    | 89' |
| 8          | Defensa        | Francisco La Mantía   |     |
| 28         | Defensa        | Adrián Martínez       |     |
| 14         | Defensa        | Luis Mago             |     |
| 27         | Defensa        | Yohan Cumana          |     |
| 13         | Centrocampista | José Martínez         |     |
| 5          | Centrocampista | Júnior Moreno         |     |
| 24         | Centrocampista | Bernaldo Manzano      | 59' |
| 23         | Centrocampista | Cristian Cásseres     | 89' |
| 9          | Delantero      | Fernando Aristeguieta | 83' |
| Entrenador | Entrenador     | José Peseiro          |     |

| 14 | Delantero      | Luis Díaz       | 62' |
| 27 | Centrocampista | Jaminton Campaz | 62' |
| 19 | Delantero      | Miguel Borja    | 73' |

| 6  | Centrocampista | Yangel Herrera   | 59' |
| 11 | Delantero      | Sergio Córdova   | 83' |
| 20 | Defensa        | Ronald Hernández | 89' |
| 26 | Centrocampista | Edson Castillo   | 89' |

| Amonestado | 77' | Juan Cuadrado |
| Amonestado | 82' | Mateus Uribe  |

| Amonestado | 51' | Fernando Aristeguieta |
| Amonestado | 55' | Francisco La Mantía   |
| Amonestado | 77' | Yangel Herrera        |
| Amonestado | 81' | José Martínez         |
| Amonestado | 86' | Yohan Cumana          |

| Expulsado | 90+4' | Luis Díaz |

| Árbitro             | Eber Aquino        |
| Árbitros asistentes | Eduardo Cardozo    |
| Árbitros asistentes | Milcíades Saldívar |
| Cuarto árbitro      | Daniel Fedorczuk   |
| VAR                 | Derlis López       |
| Adicional VAR       | Juan Benítez       |
| Asesor de árbitros  | Amelio Andino      |

#### Venezuela vs. Ecuador
| Jornada 3; 20 de junio | Venezuela                      | 2:2 (0:1) | Ecuador                     | Estadio Nilton Santos, Río de Janeiro                                      |                                                                            |
| 18:00 (UTC-3)          | Castillo 51' · Hernández 90+1' | Reporte   | E. Preciado 39' · Plata 71' | Asistencia: Sin espectadores Árbitro(s): Roberto Tobar VAR: Julio Bascuñán | Asistencia: Sin espectadores Árbitro(s): Roberto Tobar VAR: Julio Bascuñán |

| 1          | Guardameta     | Wuilker Faríñez       |     |
| 21         | Defensa        | Alexander González    |     |
| 4          | Defensa        | José Velázquez        |     |
| 28         | Defensa        | Adrián Martínez       |     |
| 14         | Defensa        | Luis Mago             |     |
| 27         | Defensa        | Yohan Cumana          | 77' |
| 13         | Centrocampista | José Martínez         | 77' |
| 5          | Centrocampista | Júnior Moreno         | 82' |
| 26         | Centrocampista | Edson Castillo        |     |
| 23         | Centrocampista | Cristian Cásseres     | 82' |
| 9          | Delantero      | Fernando Aristeguieta | 57' |
| Entrenador | Entrenador     | José Peseiro          |     |

| 12         | Guardameta     | Pedro Ortiz           |     |
| 17         | Defensa        | Angelo Preciado       |     |
| 4          | Defensa        | Robert Arboleda       |     |
| 3          | Defensa        | Piero Hincapié        |     |
| 7          | Defensa        | Pervis Estupiñán      |     |
| 15         | Centrocampista | Ángel Mena            | 68' |
| 20         | Centrocampista | Jhegson Méndez        | 67' |
| 23         | Centrocampista | Moisés Caicedo        |     |
| 18         | Centrocampista | Eduar Ayrton Preciado | 87' |
| 9          | Delantero      | Leonardo Campana      |     |
| 13         | Delantero      | Enner Valencia        | 83' |
| Entrenador | Entrenador     | Gustavo Alfaro        |     |

| 11 | Delantero      | Sergio Córdova   | 57' |
| 20 | Defensa        | Ronald Hernández | 77' |
| 15 | Delantero      | Jan Hurtado      | 77' |
| 24 | Centrocampista | Bernaldo Manzano | 82' |
| 25 | Centrocampista | Richard Celis    | 82' |

| 6  | Centrocampista | Christian Noboa | 67' |
| 19 | Delantero      | Gonzalo Plata   | 68' |
| 21 | Centrocampista | Alan Franco     | 83' |
| 8  | Delantero      | Fidel Martínez  | 87' |

| Anotado | 51'   | Edson Castillo   | 1−1 |
| Anotado | 90+1' | Ronald Hernández | 2−2 |

| Anotado | 39' | Eduar Ayrton Preciado | 0−1 |
| Anotado | 71' | Gonzalo Plata         | 1−2 |

| Amonestado | 21'   | Enner Valencia  |
| Amonestado | 45+3' | Angelo Preciado |
| Amonestado | 81'   | Moisés Caicedo  |

| Árbitro             | Roberto Tobar       |
| Árbitros asistentes | Christian Schiemann |
| Árbitros asistentes | Claudio Ríos        |
| Cuarto árbitro      | Leodán González     |
| VAR                 | Julio Bascuñán      |
| Adicional VAR       | Cristián Garay      |
| Asesor de árbitros  | Ubaldo Aquino       |

| 1          | Guardameta     | Wuilker Faríñez       |     |
| 21         | Defensa        | Alexander González    |     |
| 4          | Defensa        | José Velázquez        |     |
| 28         | Defensa        | Adrián Martínez       |     |
| 14         | Defensa        | Luis Mago             |     |
| 27         | Defensa        | Yohan Cumana          | 77' |
| 13         | Centrocampista | José Martínez         | 77' |
| 5          | Centrocampista | Júnior Moreno         | 82' |
| 26         | Centrocampista | Edson Castillo        |     |
| 23         | Centrocampista | Cristian Cásseres     | 82' |
| 9          | Delantero      | Fernando Aristeguieta | 57' |
| Entrenador | Entrenador     | José Peseiro          |     |

| 12         | Guardameta     | Pedro Ortiz           |     |
| 17         | Defensa        | Angelo Preciado       |     |
| 4          | Defensa        | Robert Arboleda       |     |
| 3          | Defensa        | Piero Hincapié        |     |
| 7          | Defensa        | Pervis Estupiñán      |     |
| 15         | Centrocampista | Ángel Mena            | 68' |
| 20         | Centrocampista | Jhegson Méndez        | 67' |
| 23         | Centrocampista | Moisés Caicedo        |     |
| 18         | Centrocampista | Eduar Ayrton Preciado | 87' |
| 9          | Delantero      | Leonardo Campana      |     |
| 13         | Delantero      | Enner Valencia        | 83' |
| Entrenador | Entrenador     | Gustavo Alfaro        |     |

| 11 | Delantero      | Sergio Córdova   | 57' |
| 20 | Defensa        | Ronald Hernández | 77' |
| 15 | Delantero      | Jan Hurtado      | 77' |
| 24 | Centrocampista | Bernaldo Manzano | 82' |
| 25 | Centrocampista | Richard Celis    | 82' |

| 6  | Centrocampista | Christian Noboa | 67' |
| 19 | Delantero      | Gonzalo Plata   | 68' |
| 21 | Centrocampista | Alan Franco     | 83' |
| 8  | Delantero      | Fidel Martínez  | 87' |

| Anotado | 51'   | Edson Castillo   | 1−1 |
| Anotado | 90+1' | Ronald Hernández | 2−2 |

| Anotado | 39' | Eduar Ayrton Preciado | 0−1 |
| Anotado | 71' | Gonzalo Plata         | 1−2 |

| Amonestado | 21'   | Enner Valencia  |
| Amonestado | 45+3' | Angelo Preciado |
| Amonestado | 81'   | Moisés Caicedo  |

| Árbitro             | Roberto Tobar       |
| Árbitros asistentes | Christian Schiemann |
| Árbitros asistentes | Claudio Ríos        |
| Cuarto árbitro      | Leodán González     |
| VAR                 | Julio Bascuñán      |
| Adicional VAR       | Cristián Garay      |
| Asesor de árbitros  | Ubaldo Aquino       |

#### Venezuela vs. Perú
| Jornada 5; 27 de junio | Venezuela | 0:1 (0:0) | Perú         | Estadio Mané Garrincha, Brasilia                                            |                                                                             |
| 18:00 (UTC-3)          |           | Reporte   | Carrillo 48' | Asistencia: Sin espectadores Árbitro(s): Patricio Loustau VAR: Derlis López | Asistencia: Sin espectadores Árbitro(s): Patricio Loustau VAR: Derlis López |

| 1          | Guardameta     | Wuilker Faríñez    |     |
| 20         | Defensa        | Ronald Hernández   |     |
| 2          | Defensa        | Nahuel Ferraresi   |     |
| 14         | Defensa        | Luis Mago          |     |
| 3          | Defensa        | Mikel Villanueva   |     |
| 16         | Centrocampista | Roberto Rosales    | 69' |
| 5          | Centrocampista | Júnior Moreno      |     |
| 26         | Centrocampista | Edson Castillo     | 69' |
| 23         | Centrocampista | Cristian Cásseres  | 59' |
| 7          | Centrocampista | Jefferson Savarino | 59' |
| 11         | Delantero      | Sergio Córdova     | 78' |
| Entrenador | Entrenador     | José Peseiro       |     |

| 1          | Guardameta     | Pedro Gallese     |     |
| 3          | Defensa        | Aldo Corzo        |     |
| 5          | Defensa        | Miguel Araujo     |     |
| 22         | Defensa        | Alexander Callens | 27' |
| 6          | Defensa        | Miguel Trauco     |     |
| 13         | Centrocampista | Renato Tapia      | 73' |
| 19         | Centrocampista | Yoshimar Yotún    |     |
| 18         | Centrocampista | André Carrillo    | 73' |
| 8          | Centrocampista | Sergio Peña       |     |
| 10         | Centrocampista | Christian Cueva   | 83' |
| 9          | Delantero      | Gianluca Lapadula | 83' |
| Entrenador | Entrenador     | Ricardo Gareca    |     |

| 13 | Centrocampista | José Martínez      | 59' |
| 18 | Centrocampista | Rómulo Otero       | 59' |
| 10 | Centrocampista | Yeferson Soteldo   | 69' |
| 21 | Defensa        | Alexander González | 69' |
| 15 | Delantero      | Jan Hurtado        | 78' |

| 2  | Defensa        | Luis Abram       | 27' |
| 24 | Centrocampista | Raziel García    | 73' |
| 14 | Centrocampista | Wilder Cartagena | 73' |
| 20 | Delantero      | Santiago Ormeño  | 83' |
| 11 | Delantero      | Alex Valera      | 83' |

| Anotado | 48' | André Carrillo | 0−1 |

| Amonestado | 21' | Ronald Hernández |

| Árbitro             | Patricio Loustau |
| Árbitros asistentes | Gabriel Chade    |
| Árbitros asistentes | Eduardo Cardozo  |
| Cuarto árbitro      | Eber Aquino      |
| VAR                 | Derlis López     |
| Adicional VAR       | Juan Benítez     |
| Asesor de árbitros  | Enrique Cáceres  |

| 1          | Guardameta     | Wuilker Faríñez    |     |
| 20         | Defensa        | Ronald Hernández   |     |
| 2          | Defensa        | Nahuel Ferraresi   |     |
| 14         | Defensa        | Luis Mago          |     |
| 3          | Defensa        | Mikel Villanueva   |     |
| 16         | Centrocampista | Roberto Rosales    | 69' |
| 5          | Centrocampista | Júnior Moreno      |     |
| 26         | Centrocampista | Edson Castillo     | 69' |
| 23         | Centrocampista | Cristian Cásseres  | 59' |
| 7          | Centrocampista | Jefferson Savarino | 59' |
| 11         | Delantero      | Sergio Córdova     | 78' |
| Entrenador | Entrenador     | José Peseiro       |     |

| 1          | Guardameta     | Pedro Gallese     |     |
| 3          | Defensa        | Aldo Corzo        |     |
| 5          | Defensa        | Miguel Araujo     |     |
| 22         | Defensa        | Alexander Callens | 27' |
| 6          | Defensa        | Miguel Trauco     |     |
| 13         | Centrocampista | Renato Tapia      | 73' |
| 19         | Centrocampista | Yoshimar Yotún    |     |
| 18         | Centrocampista | André Carrillo    | 73' |
| 8          | Centrocampista | Sergio Peña       |     |
| 10         | Centrocampista | Christian Cueva   | 83' |
| 9          | Delantero      | Gianluca Lapadula | 83' |
| Entrenador | Entrenador     | Ricardo Gareca    |     |

| 13 | Centrocampista | José Martínez      | 59' |
| 18 | Centrocampista | Rómulo Otero       | 59' |
| 10 | Centrocampista | Yeferson Soteldo   | 69' |
| 21 | Defensa        | Alexander González | 69' |
| 15 | Delantero      | Jan Hurtado        | 78' |

| 2  | Defensa        | Luis Abram       | 27' |
| 24 | Centrocampista | Raziel García    | 73' |
| 14 | Centrocampista | Wilder Cartagena | 73' |
| 20 | Delantero      | Santiago Ormeño  | 83' |
| 11 | Delantero      | Alex Valera      | 83' |

| Anotado | 48' | André Carrillo | 0−1 |

| Amonestado | 21' | Ronald Hernández |

| Árbitro             | Patricio Loustau |
| Árbitros asistentes | Gabriel Chade    |
| Árbitros asistentes | Eduardo Cardozo  |
| Cuarto árbitro      | Eber Aquino      |
| VAR                 | Derlis López     |
| Adicional VAR       | Juan Benítez     |
| Asesor de árbitros  | Enrique Cáceres  |